# 미스터 스케핑튼
미스터 스케핑튼(Mr. Skeffington)은 미국에서 제작된 빈센트 셔만 감독의 1944년 드라마, 멜로/로맨스 영화이다. 베티 데이비스 등이 주연으로 출연하였고 줄리어스 엡스타인 등이 제작에 참여하였다.

## 출연

### 주연
- 베티 데이비스
- 클로드 레인스

### 조연
- 월터 아벨
- 조지 컬러리스
- 리처드 워링
- 로버트 쉐인
- 존 알렉산더
- 제롬 코원
- 도로시 피터슨

## 제작진
- 미술: 로버트 M. 하스
- 의상: 오리 켈리